# Carin Appelberg-Sandberg
Carin Appelberg-Sandberg, egentligen  Karin Ebba Henrietta Sandberg, född Appelberg 22 augusti 1889 i Eskilstuna, död 24 februari 1960 i Gustav Vasa församling, Stockholm, var en svensk skådespelare.
Carin Appelberg-Sandberg var dotter till handelsresanden Johan Appelberg och Mathilda Ekberg samt yngre syster till Sture Appelberg. Hon var 1913–1918 gift med skådespelaren Oskar Hjalmar Nilsson och därefter med Martin Johan Emanuel Sandberg (1888–1949).
Hon är begravd i Appelbergska familjegraven på Klosterkyrkogården i Eskilstuna.

## Filmografi
- 1925 – När Bengt och Anders bytte hustrur
- 1927 – Ungdom
- 1928 – Gustaf Wasa del II
- 1932 – Kärlek och kassabrist
- 1933 – Giftasvuxna döttrar
- 1933 – Kära släkten
- 1934 – Pettersson - Sverige
- 1934 – Kungliga Johansson
- 1934 – Hon eller ingen
- 1934 – En stilla flirt
- 1935 – Ebberöds bank
- 1935 – Kanske en gentleman
- 1936 – Bröllopsresan
- 1936 – 33.333
- 1937 – John Ericsson - segraren vid Hampton Roads
- 1937 – En sjöman går iland
- 1937 – Familjen som var en karusell
- 1937 – Familjen Andersson
- 1938 – Goda vänner och trogna grannar
- 1940 – Lillebror och jag
- 1941 – Hem från Babylon
- 1941 – Stackars Ferdinand
- 1942 – Sexlingar
- 1942 – Ta hand om Ulla
- 1944 – Flickan och Djävulen
- 1944 – Kejsarn av Portugallien
- 1947 – Kronblom
- 1949 – Sjösalavår
- 1949 – Greven från gränden
- 1951 – Tull-Bom
- 1952 – Drömsemester
- 1954 – Flicka med melodi
- 1955 – Stampen

### Fotnoter
1. ↑  ”Carin Appelberg-Sandberg”. Svensk Filmdatabas. http://www.sfi.se/sv/svensk-filmdatabas/Item/?type=PERSON&itemid=58792&ref=%2ftemplates%2fSwedishFilmSearchResult.aspx%3fid%3d1225%26epslanguage%3dsv%26searchword%3dCarin+Appelberg-Sandberg%26type%3dPerson%26match%3dBegin%26page%3d1%26prom%3dFalse. Läst 23 september 2012.
2. ↑  Sveriges befolkning 1900, CD-ROM, Version 1.02, Sveriges Släktforskarförbund/SVAR (2006).
3. ↑  Sveriges Dödbok 1901–2009, DVD-ROM, Version 5.00, Sveriges Släktforskarförbund (2010).
4. ↑  Begravda i Sverige, CD-ROM, Version 1.00, Sveriges Släktforskarförbund.